# شیلدون
latitudeشیلدونlongitudeشیلدون
شیلدون (به انگلیسی: Shildon) یک شهرک در بریتانیا است که در انگلستان واقع شده‌است.

## خصوصیات
شیلدون ۱۰٬۳۴۱ نفر جمعیت دارد.